# Sant Pere de Vallcàrquera

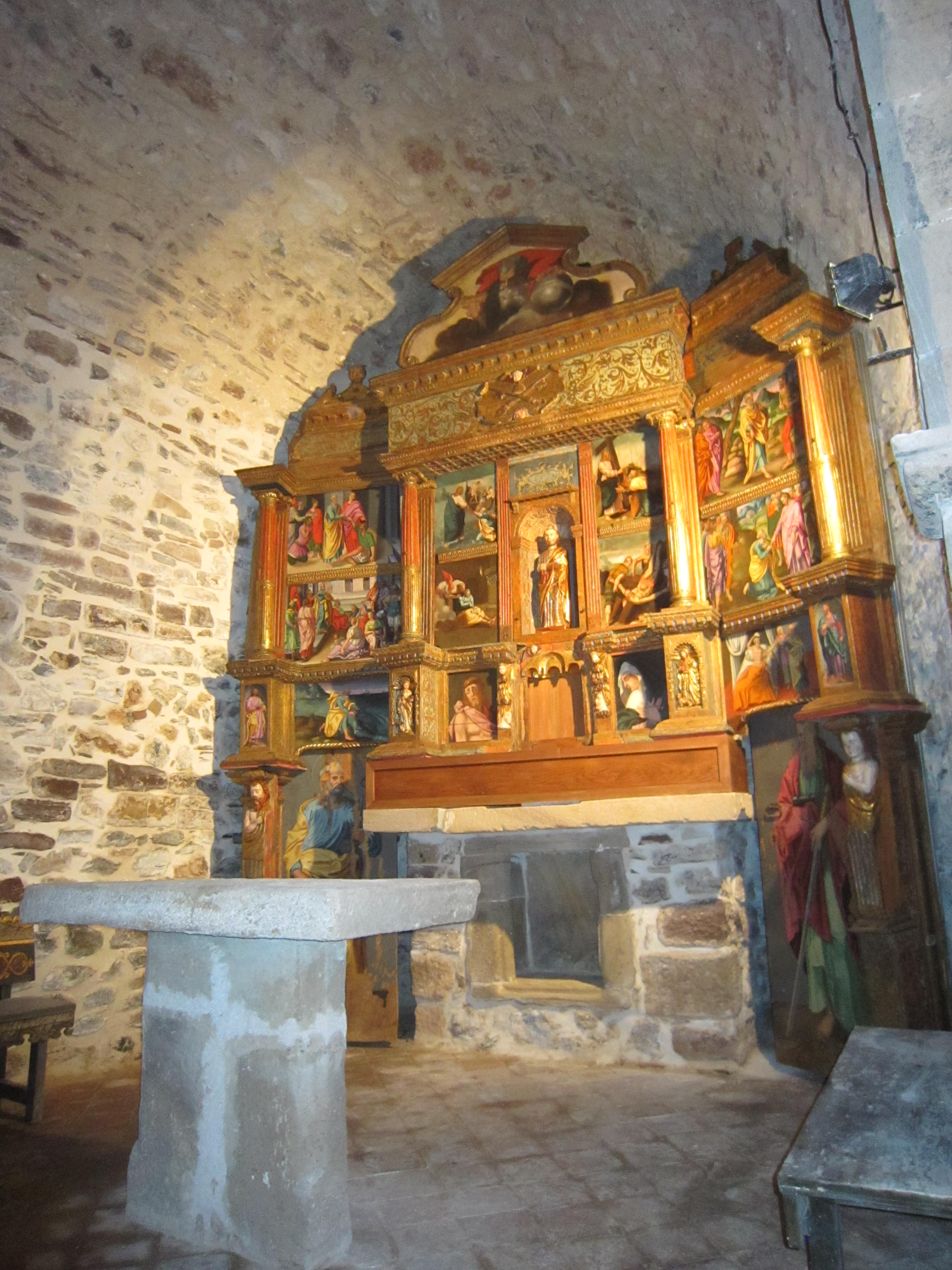
Retaule de sant Pere

Sant Pere de Vallcàrquera és una església romànica del municipi de Figaró-Montmany (Vallès Oriental) inclòs en l'Inventari del Patrimoni Arquitectònic de Catalunya.

## Descripció
Edifici aïllat, envoltat per un mur de pedra. Consta d'una nau amb absis semicircular amb una nau lateral afegida al segle xvii, separada per columnes amb coberta de volta força apuntada. Té un campanar amb embigat de fusta. A l'exterior, la teulada és a doble vessant, i al mur sud hi ha quatre contraforts. La nau s'il·lumina amb quatre finestres d'una esqueixada i d'arc de mig punt.
A la façana hi ha la porta rectangular amb llinda de pedra motllurada i amb un relleu esculpit i la data: 1679. Al damunt es troba una finestra amb llinda de pedra amb dos arquets a la part inferior. L'edifici pertany al romànic tardà, per la volta i per l'ampliació amb un presbiteri, a manera de gran absis tardà.
Guarda alguns retaules amb pintures del segle xvii i elements escultòrics.
Davant l'ermita hi ha una llosa de pedra rectangular amb l'anagrama de Jesús (IHS), una inscripció que anomena el difunt i una calavera. Està datada del 1676 i la inscripció diu així: VAS DE / JOAN / VAND /RELL / le PA RED / DEL PLA / I DELS / SEVS (dibuix) / 1676.

## Història
El 1870 la parròquia es traslladà al Figueró i quedà des d'aleshores com a vella matriu, on se celebraven només les festes principals.
La part del davant s'havia utilitzat com a cementiri.